# Musée des Beaux-Arts et de la Dentelle
Le musée des Beaux-Arts et de la Dentelle est situé dans la ville d'Alençon, préfecture de l'Orne en région Normandie.
Il fait découvrir à ses visiteurs la dentelle d'Alençon, outre la discipline des beaux-arts (peinture, dessin, gravure, sculpture) et un espace sur l'ethnographie du Cambodge en 1900.

## Historique

Jacob Ferdinand Voet, Portrait d'un membre de la famille Chigi (1670).

En 1857, un « établissement destiné à propager le goût des arts et des sciences » est officiellement fondé à Alençon, faisant suite à un regroupement d'un cabinet d'histoire naturelle et de quelques œuvres créé après la Révolution française.
Rapidement, le musée se développe et prend de l'importance grâce à Léon de La Sicotière, sénateur et érudit local : de nouvelles collections et des dons enrichissent le patrimoine du musée. C'est dans cette période (deuxième moitié du XIXe siècle) que l'essentiel de la collection du musée s'est constitué. Parmi les donateurs figurent Chennevières, Horace His de La Salle, Leriche, Jacquette, Noblesse, etc. Mais ce n'est qu'à la fin du XIXe siècle que la  dentelle d'Alençon fait son apparition au musée.
Le musée des Beaux-Arts et de la Dentelle occupe actuellement une partie de l'ancien collège des Jésuites restauré en 1981 sous la mandature de Pierre Mauger.
Le 16 novembre 2010, le savoir-faire de la dentelle au Point d’Alençon était inscrit sur la Liste représentative du patrimoine culturel immatériel par l’UNESCO.
En 2018, l'artiste polonaise d'art urbain NeSpoon intervient sur la façade du musée ; elle peint une fresque de dentelle.

## Collections
Outre les expositions temporaires régulièrement renouvelées, le musée expose de façon permanente trois collections différentes :
- La collection concernant la dentelle d'Alençon,
- La collection des Beaux-Arts. Le musée expose notamment des peintures de Willem Key, Philippe de Champaigne, Le Dominiquin, Antonie Palamedesz, Nicolas Maes, Pieter Boel, Luca Giordano, Charles de La Fosse, Jean Jouvenet, Alexandre-François Desportes, Jean-François de Troy, Jean Restout, Étienne Allegrain, Charles-Paul Landon, Charles Thévenin, Jean-Paul Laurens, Gustave Courbet, Henri Fantin-Latour, Eugène Boudin, Georges Lacombe et Bernard Buffet,
- La collection d'objets réunie par Adhémard Leclère lors de ses mandats d'administrateur colonial au Cambodge et qui est né et mort à Alençon.